# Gustavo Tomsich
Gustavo Tomsich (Zagabria, 16 luglio 1924 – Viterbo, 26 aprile 2015) è stato uno scrittore, poeta e giornalista italiano.

## Biografia
Nato come August Marjan Zlatco Tomšič, da famiglia slovena, a 6 anni viene affidato ad un collegio in Italia, a Viggiù. Nella tarda adolescenza comincia a scrivere poesie. Nei primi anni cinquanta presenta alcune poesie al Premio San Babila: nonostante le ricerche non è rintracciabile e il premio viene assegnato al poeta Zanzotto. In quegli anni gira il mondo su navi mercantili come ufficiale radiotelegrafista e fa servizi giornalistici che pubblica al suo ritorno a Milano. Tra un imbarco e l'altro partecipa attivamente alla vivace vita culturale del momento con gli amici Gianni Dova, Roberto Crippa, Cesare Peverelli, Enrico Baj. Frequenta il Bar Brera e poi il Jamaica. Frequenta personalità emergenti della cultura artistica milanese quali Salvatore Quasimodo, Aligi Sassu, Antonio Pinghelli, Alfredo Chighine, Renato Birolli, Alfredo Balducci, Raul Capra, Bernardo Leporini, Ibrahim Kodra, Vittorio Olcese, Beniamino Dal Fabbro e Franco Vegliani.
Si dedica al giornalismo d'inchiesta, pubblicando su "Tempo" e "L'illustrazione italiana" servizi che a volte fanno scalpore (inchiesta sul vaccino di Salk; sulle sofisticazioni dell'olio d'oliva; sulla Marina mercantile; la prima inchiesta pubblicata in Italia sull'inquinamento atmosferico; etc.). Viene convinto ad occuparsi di altro e si dedica alla fotografia, realizzando in 15 anni un archivio fotografico che raggiungerà le 130.000 diapositive (il cui settore di botanica è il più ricco d'Europa). Non ha mai smesso di scrivere poesie.

## Opere pubblicate
- Racconti della città - 2017
- Racconti di una vita - 2010
- Racconti del mio giardino - 2009
- Al sole della tortura - 2008
- Lettere ad Anja - 2000
- Cantavo "Giovinezza" - 1995
- Uomini, prore, miraggi - con ill. di Gianni Dova - 1987
- Comunione e miliardi; trent'anni di pesca miracolosa nelle tasche degl'italiani - 1976

Cura, tra gli altri: 
- La grande avanzata comunista: discorsi e interviste della campagna per le elezioni politiche del 20 giugno 1976
- Berlinguer. Governo di unità democratica e compromesso storico. discorsi 1969 - 1976.
- Mao Tse Tung opere scelte

## Opere inedite
- Non Romanzo
- Racconti di un fotoreporter
- Favole marine
- Racconti della terra
- Racconti d'amore
- Una vita con Schiva
- Briciole 1, 2 e 3